# Мастришки уговор
Уговор о Европској унији или Мастришки уговор, потписан је у Мастрихту (Холандија), 7. фебруара 1992. године, а ступио је на снагу 1. новембра 1993. године. Мастришки уговор је створио нови политички ентитет - Европску унију.
Мастришки уговор је настао после распада Совјетског Савеза (1991), слома совјетског комунистичког система и уједињења западне и источне Немачке.
Европска унија је описана као ентитет сачињен од три стуба:
- Први стуб чине три постојеће Европске заједнице - Европска заједница за угаљ и челик, Европска економска заједница и Европска заједница за атомску енергију.
- Други стуб чини систем заједничке спољне и безбедносне политике.
- Трећи стуб обухвата сферу која се односи на правосуђе и унутрашњу политику.

Овим уговором наложено је успостављање монетарне уније посредством увођења јединствене валуте у три корака, најкасније до 1. јануара 1999. године.
Уговором о Европској унији она из претежно привредне заједнице, прераста у политичку заједницу.
Њиме је предвиђено и стварање саветодавног тела под именом одбор регија.